# Internationale wolkenclassificatie

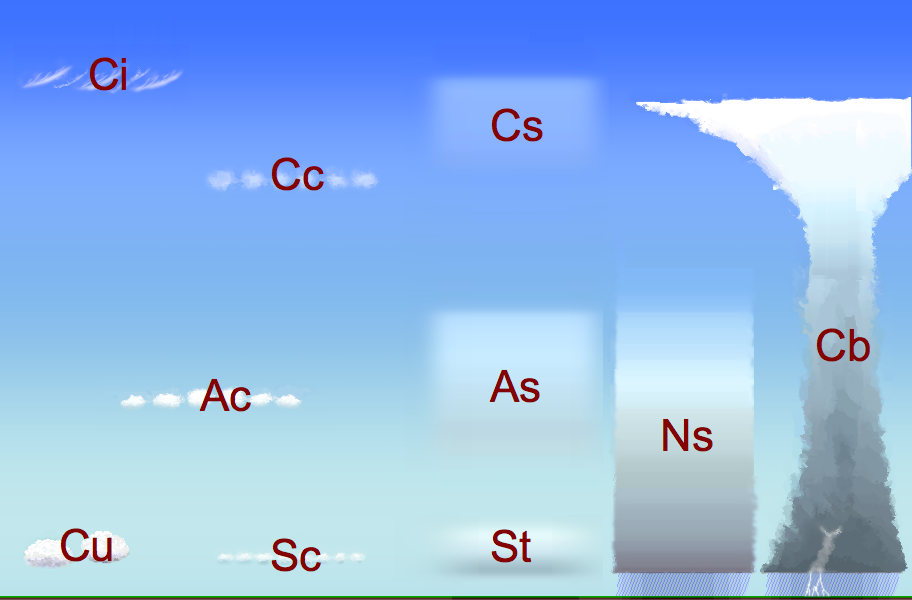

De Internationale wolkenclassificatie is een systeem dat wolken indeelt. Het is gebaseerd op een systeem dat de Britse fabrikant en apotheker Luke Howard in 1802 maakte. Hij werd geïnspireerd door de Zweedse bioloog Linnaeus, die de binomiale nomenclatuur in 1753 invoerde.

## Indeling
De wolken worden ingedeeld naar familie, geslacht, soort en ondersoort.

### Familie
De familie deelt de wolken naar hoogte in. Er zijn vier families:
- A: Hoge wolken
- B: Middelhoge wolken
- C: Lage wolken
- D: Verticaal ontwikkelde wolken

### Geslacht
Het geslacht geeft informatie over de vorm van de wolk. Er zijn 10 geslachten, ondergedeeld in drie geslachtsgroepen:
- De cumuluswolken, zij zijn stapelvormig. Er zijn 5 cumulusgeslachten:
  - Cirrocumulus
  - Altocumulus
  - Stratocumulus
  - Cumulus
  - Cumulonimbus
- De stratuswolken, zij zijn laagvormig. Er zijn 4 stratusgeslachten:
  - Cirrostratus
  - Altostratus
  - Stratus
  - Nimbostratus
- De cirruswolken, zij zijn sluiervormig. Er is maar 1 cirrusgeslacht, genaamd cirrus.

### Soort
De soort geeft informatie over het volume, hoogte, oppervlaktetoestand, structuur en vorm. Er zijn 14 soorten:
- Fibratus - Wolken die uit gekromde draden bestaan.
- Uncinus - Haakvormige wolken.
- Spissatus - Dichte wolken, waar weinig zon door komt.
- Castellanus - Wolken met bovenop 'torentjes'.
- Floccus - Wolken die uit losse vlokjes bestaan.
- Stratiformis - Horizontaal uitgestrekte wolken.
- Nebulosus - Nevelachtige, sluierige wolken.
- Lenticularis - Lensvormige wolken.
- Fractus - In stukken gescheurde wolken.
- Humilis - Afgevlakte wolken.
- Mediocris - Slecht ontwikkelde cumuluswolken.
- Congestus - Opgezwollen cumuluswolken.
- Calvus - Cumulonimbus waarvan de omtrek vaag is.
- Capillatus - Cumulonimbus met cirrusachtige vormen, soort van haren.

### Ondersoort
De ondersoort geeft verdere informatie over de wolk, meestal gaat het hier om hoe doorschijnend de wolk is. Er zijn 9 ondersoorten:
- Intortus - Cirrus met zeer onregelmatig gekromde haken.
- Vertebratus -
- Undulatus
- Radiatus
- Lacunosus
- Duplicatus
- Translucidus
- Perlucidus
- Opacus

## Tabel
De tabel is als volgt ingedeeld: Familie → Geslacht → Soort → Ondersoort.
Let op: Een soort kan meerdere vormen ondersoort hebben. Een Cirrus fibratus kan bijvoorbeeld Cirrus fibratus intortus zijn, maar ook een cirrus fibratus radiatus. Ook hoeft bijvoorbeeld de ondersoort intortus niet alleen bij fibratussoorten voor te komen, deze kan ook bij andere soorten voorkomen.
| Familie                      | Geslacht      | Soort        | Ondersoort   |
| ---------------------------- | ------------- | ------------ | ------------ |
| Hoge wolken                  | Cirrus        | Fibratus     | Intortus     |
| Hoge wolken                  | Cirrus        | Uncinus      | Radiatus     |
| Hoge wolken                  | Cirrus        | Spissatus    | Vertebratus  |
| Hoge wolken                  | Cirrus        | Castellanus  | Duplicatus   |
| Hoge wolken                  | Cirrus        | Floccus      |              |
| Hoge wolken                  | Cirrocumulus  | Stratiformis | Undulatus    |
| Hoge wolken                  | Cirrocumulus  | Lenticularis | Lacunosus    |
| Hoge wolken                  | Cirrocumulus  | Castellanus  |              |
| Hoge wolken                  | Cirrocumulus  | Floccus      |              |
| Middelhoge wolken            | Altocumulus   | Stratiformis | Translucidus |
| Middelhoge wolken            | Altocumulus   | Lenticularis | Perlucidus   |
| Middelhoge wolken            | Altocumulus   | Castellanus  | Opacus       |
| Middelhoge wolken            | Altocumulus   | Floccus      | Duplicatus   |
| Middelhoge wolken            | Altocumulus   | Floccus      | Undulatus    |
| Middelhoge wolken            | Altocumulus   | Floccus      | Radiatus     |
| Middelhoge wolken            | Altocumulus   | Floccus      | Lacunosus    |
| Middelhoge wolken            | Altostratus   |              | Translucidus |
| Middelhoge wolken            | Altostratus   | Opacus       |              |
| Middelhoge wolken            | Altostratus   | Duplicatus   |              |
| Middelhoge wolken            | Altostratus   | Undulatus    |              |
| Middelhoge wolken            | Altostratus   | Radiatus     |              |
| Lage wolken                  | Stratocumulus | Stratiformis | Translucidus |
| Lage wolken                  | Stratocumulus | Lenticularis | Perlucidus   |
| Lage wolken                  | Stratocumulus | Castellanus  | Opacus       |
| Lage wolken                  | Stratocumulus | Castellanus  | Duplicatus   |
| Lage wolken                  | Stratocumulus | Castellanus  | Undulatus    |
| Lage wolken                  | Stratocumulus | Castellanus  | Radiatus     |
| Lage wolken                  | Stratocumulus | Castellanus  | Lacunosus    |
| Lage wolken                  | Cumulus       | Humulis      | Radiatus     |
| Lage wolken                  | Cumulus       | Mediocris    |              |
| Lage wolken                  | Cumulus       | Congestus    |              |
| Lage wolken                  | Cumulus       | Fractus      |              |
| Lage wolken                  | Stratus       | Nebulosus    | Opacus       |
| Lage wolken                  | Stratus       | Fractus      | Translucidus |
| Lage wolken                  | Stratus       | Fractus      | Undulatus    |
| Verticaal ontwikkelde wolken | Cumulonimbus  | Calvus       |              |
| Verticaal ontwikkelde wolken | Cumulonimbus  | Capillatus   |              |
| Verticaal ontwikkelde wolken | Nimbostratus  |              |              |